# M/S Östanå I
M/S Östanå I är ett svenskt motoriserat tidigare ångfartyg, byggt 1906 på Bergsunds varv för Ångfartygs AB i Östanå. År 1913 såldes hon till Waxholmsbolaget där hon tjänstgjorde i över 45 år. År 1984 köptes hon av Ångfartygs AB Strömma Kanal, som använder fartyget för kortare kryssningar i Stockholms skärgård. Hon är konstruerad på samma sätt som andra skärgårdsbåtar från tiden, med matsal och damsalong på övre däck. Fartyget tar 180 passagerare. Fartyget har liksom Strömmas andra skärgårdsbåtar sin kajplats vid Nybroviken i centrala Stockholm.
M/S Östanå I k-märktes 2011.

## Bilder

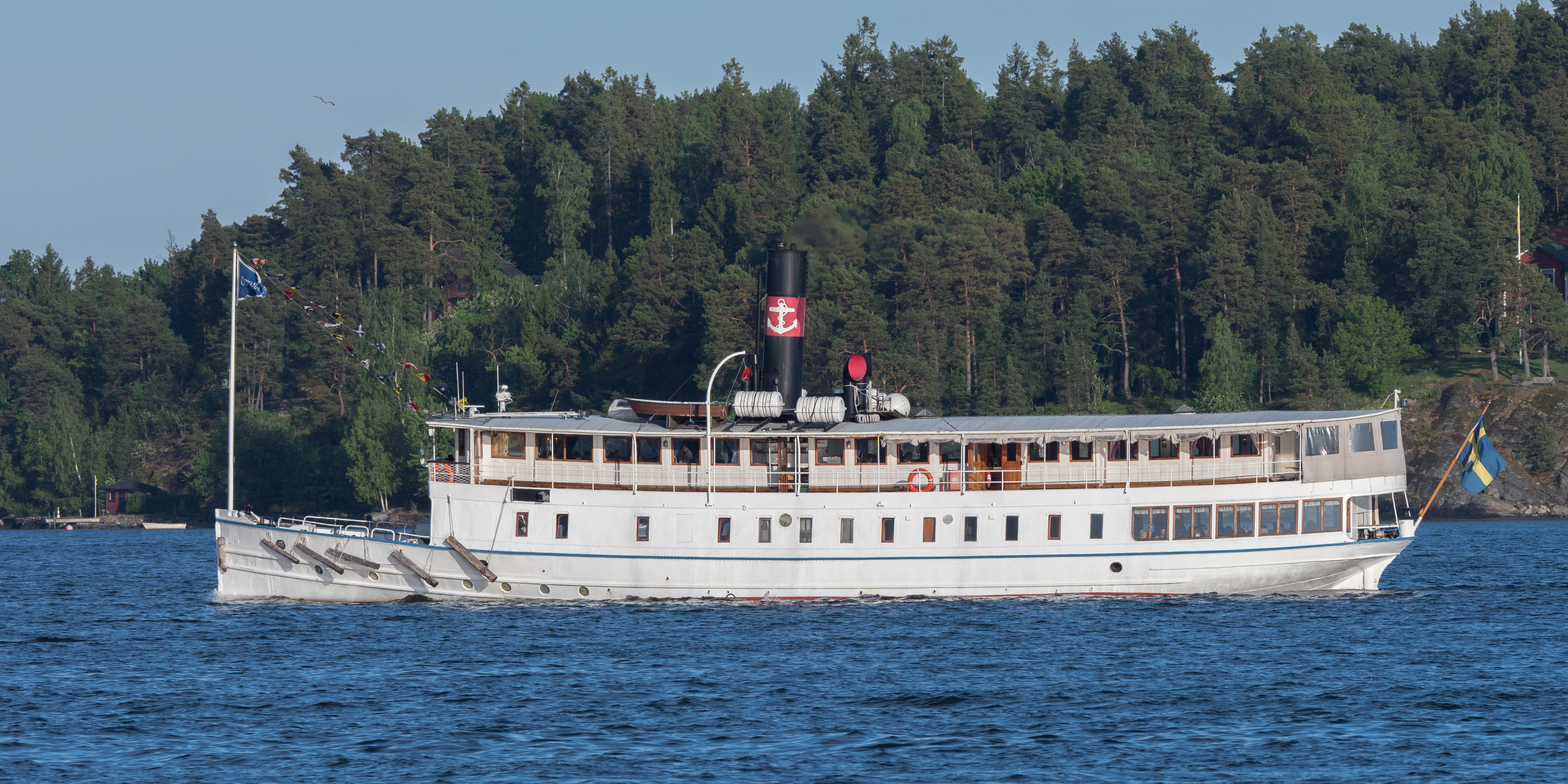
M/S Östanå I vid Vaxholm
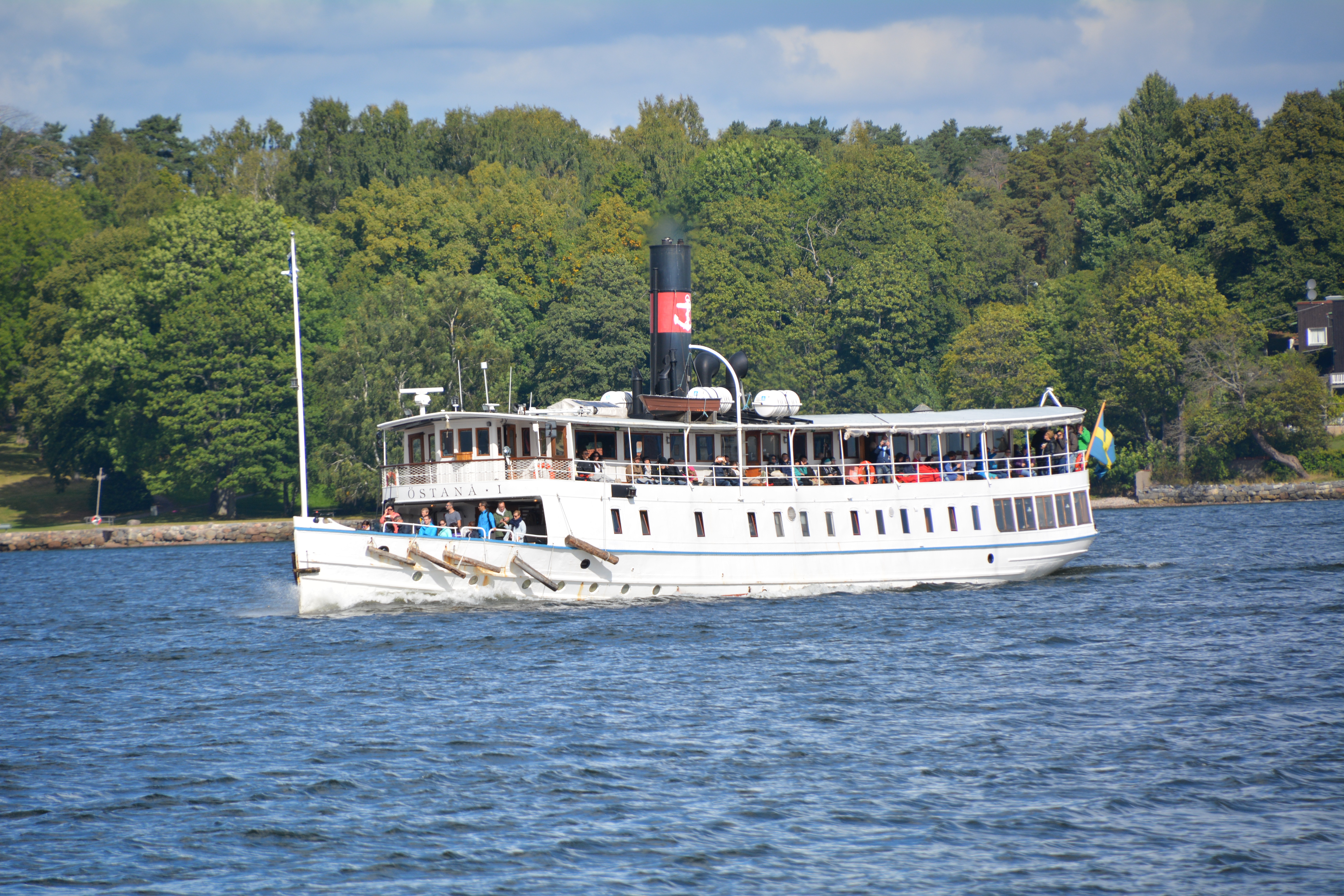
M/S Östanå I på Saltsjön
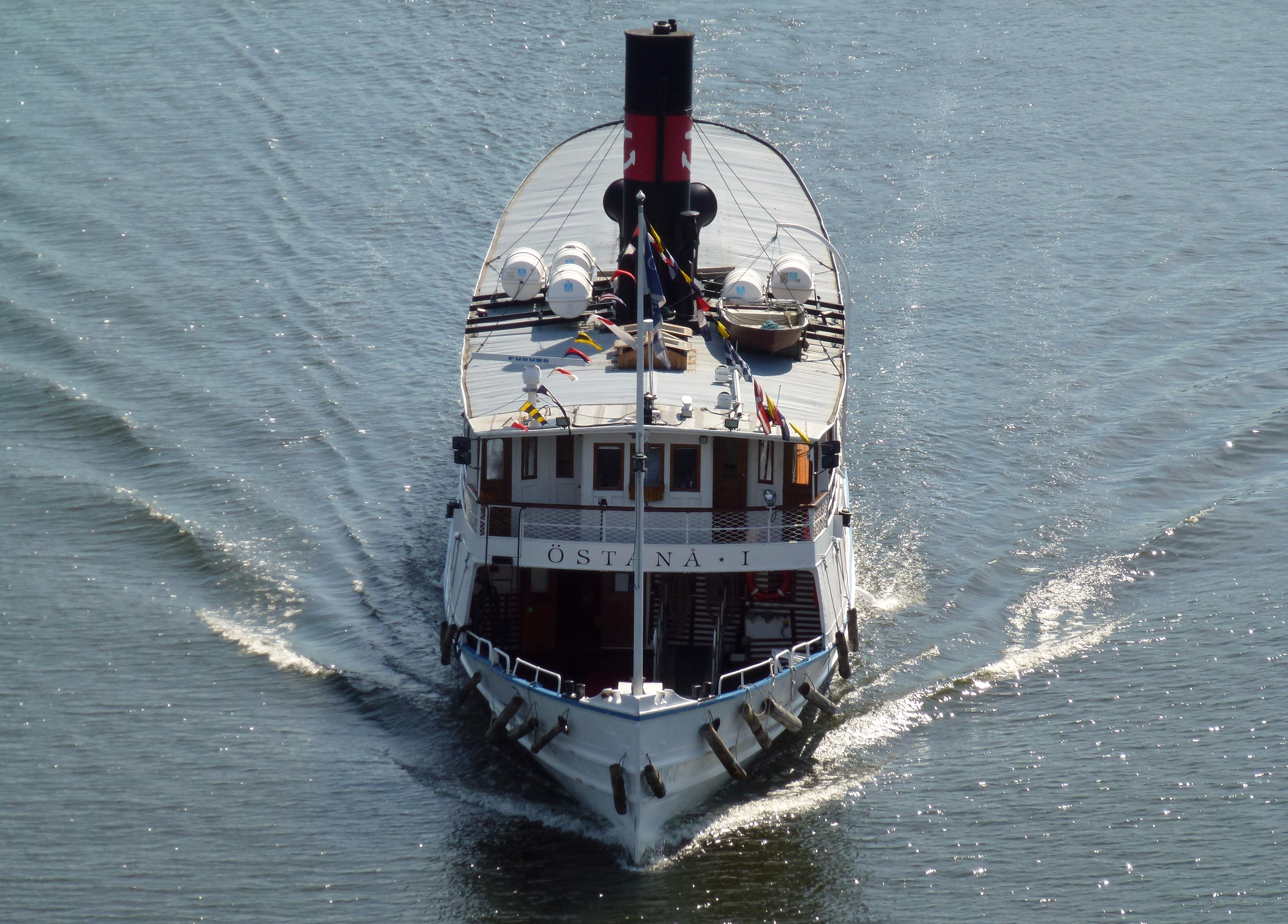
M/S Östanå I vid Tranebergsbron
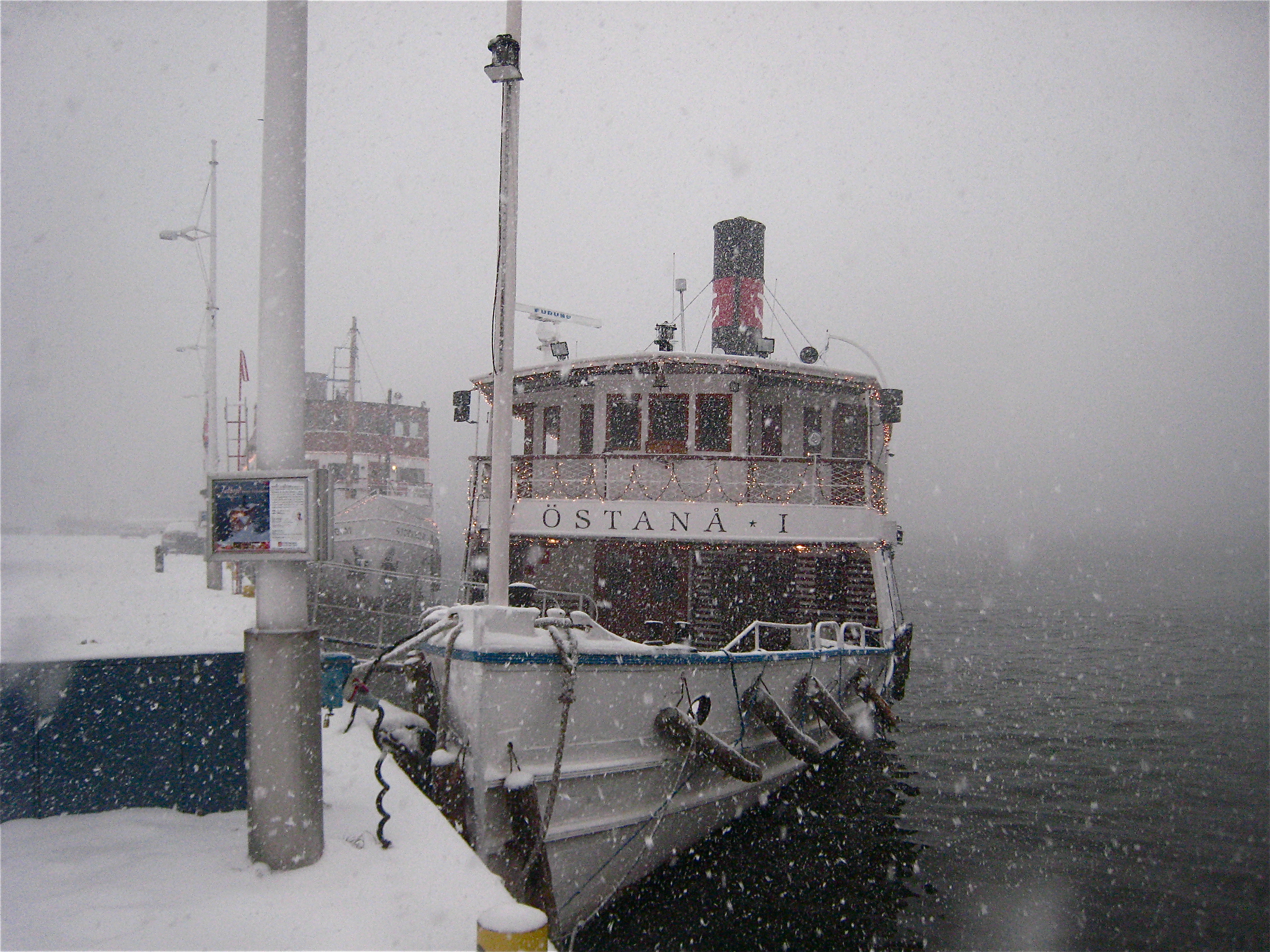
M/S Östanå I i snöoväder vid Strandvägen
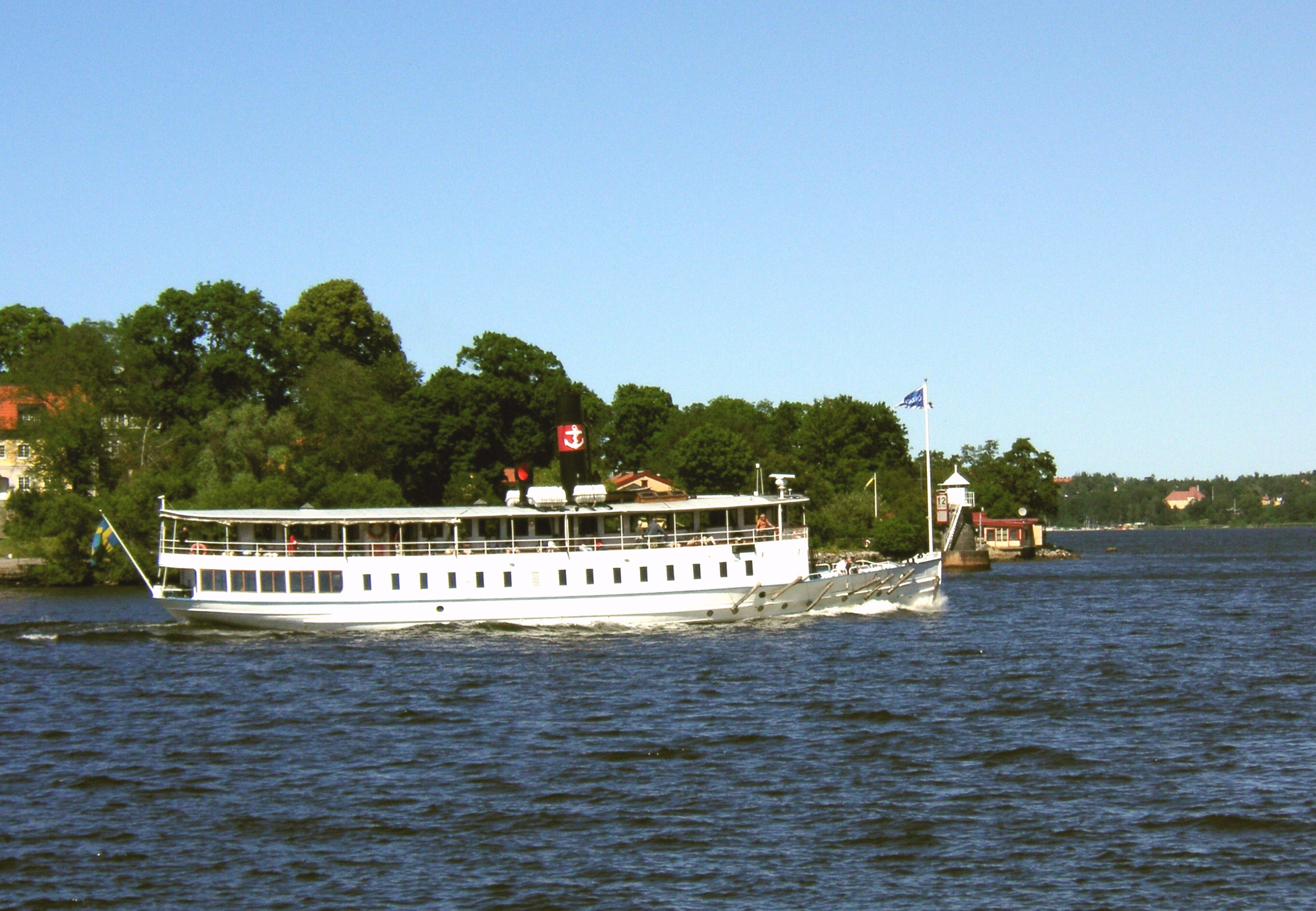
M/S Östanå I utanför Blockhusudden
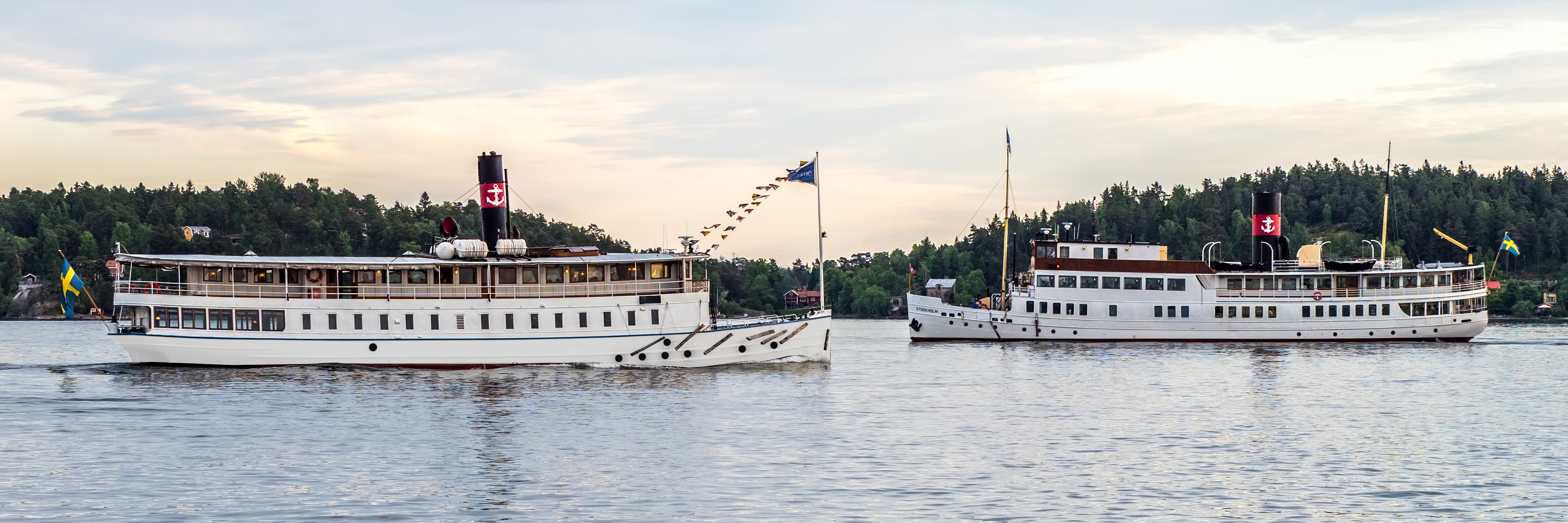
M/S Östanå I & S/S Stockholm nära Vaxholm 2017
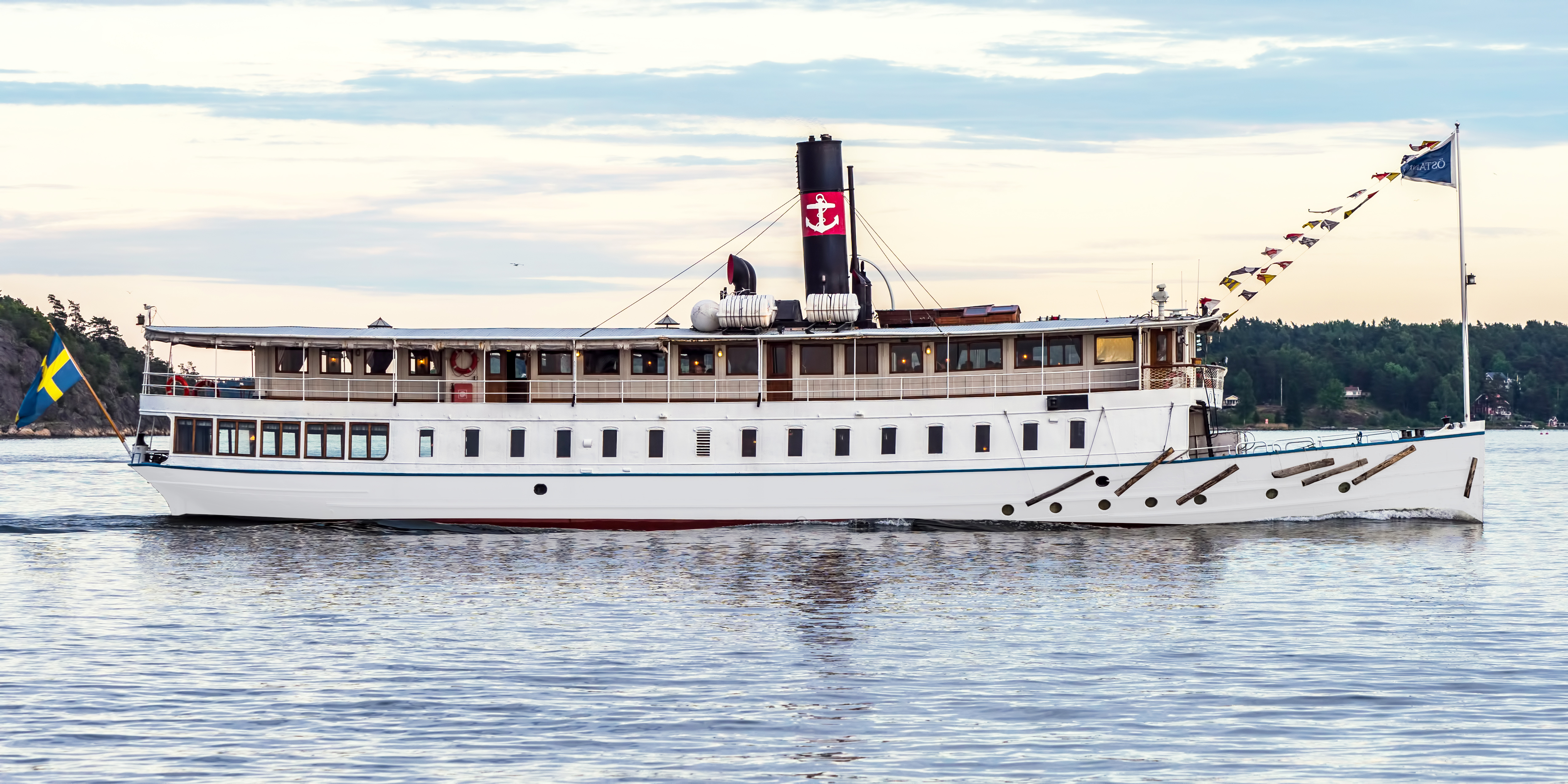
M/S Östanå I lämnar Vaxholm 2017